# Panova flétna

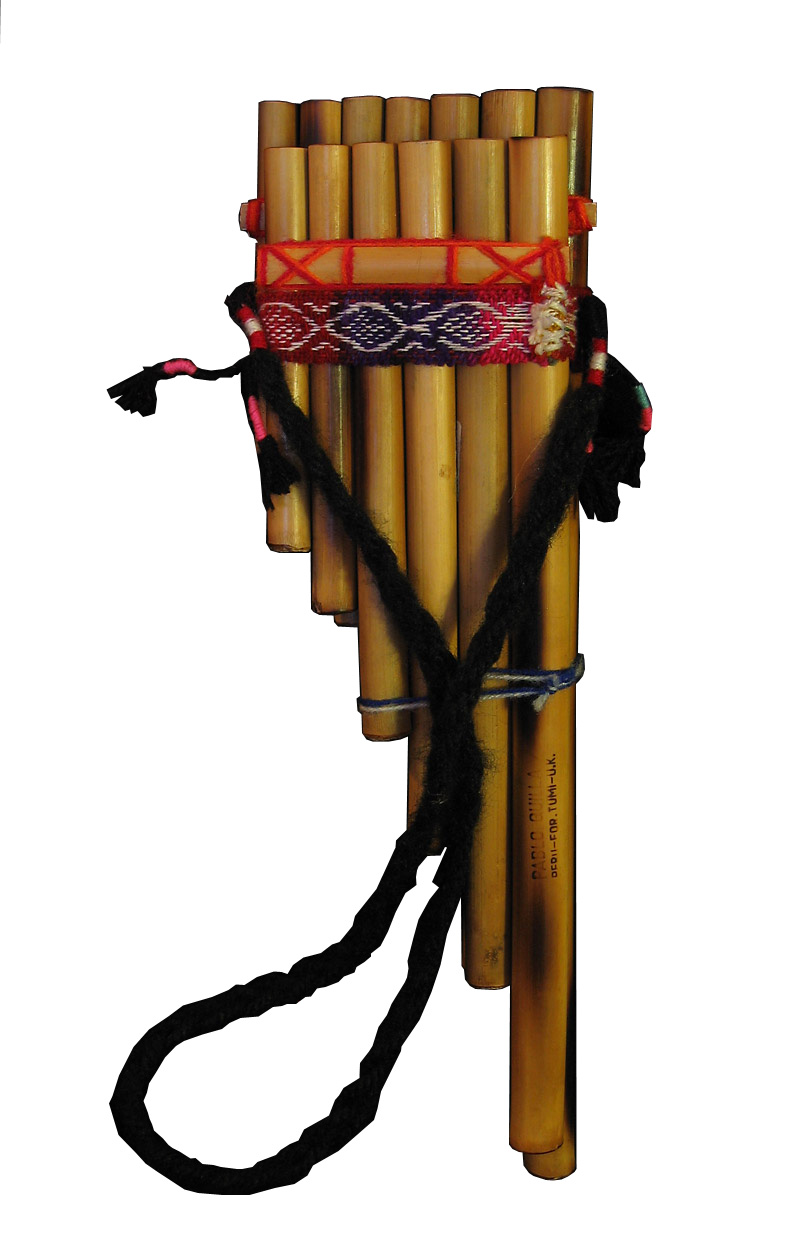
Zampoña, Panova flétna původem z And

Panova flétna nebo také syrinx je dechový hudební nástroj - aerofon.
Skládá se z rákosových, třtinových, bambusových či dřevěných píšťalek sestavených do jedné řady. Zvuky z tohoto nástroje se vyluzují pomocí foukání na okraje otvorů píšťalek. Podle řecké mytologie hrává na flétnu bůh pastýřů a stád Pan.
Panovy flétny se většinou vyrábějí z bambusu nebo ze dřeva. Ale není výjimkou ani flétna vyrobená ze skla, kovu nebo plastu. Dnes se hojně používají v jihoamerické hudbě, kde se často dvě flétny vzájemně doplňují při hře jedné melodie (hoketus).

## Původ
Panova flétna je jedním z nejstarších hudebních nástrojů. Její původ sahá až do samých počátků civilizace. Již v době kamenné byla vyráběna z rákosu, třtiny a bambusu. Název „Panova“ pochází ze starověkého Řecka, z tamější mytologie. Podle pověstí žil v Arkádii bůh Pan, má podobu napůl člověka a napůl kozla, je ochránce pastýřů a stád, a kdysi se zamiloval do krásné nymfy Syrinx. Sličná nymfa jeho lásku však neopětovala. Když se Panův zájem stal pro nymfu nesnesitelný, začala před ním prchat. Pan ji však stále pronásledoval, až se dostali k řece. Syrinx už neměla kam uprchnout, a tak se na vlastní žádost nechala od vládce všech bohů Dia proměnit v rákosí. Panova láska k Syrinx byla však natolik silná, že si z onoho rákosí udělal píšťalu a od té doby na ni po večerech hrává smutné písně.
Je chybou hovořit v těchto souvislostech o píšťalách, neb se jedná o pouhé rourky (rezonátory) bez podstatných znaků (retné) píšťaly, tj. beze rtů a jádra. Naopak je tu podobnost s příčnou flétnou..
V České republice vyrábí Panovy flétny firma Panex.